# قائمة البعثات الدبلوماسية في الإمارات العربية المتحدة
هذه قائمة بالبعثات الدبلوماسية في الإمارات العربية المتحدة. يوجد حاليًا 124 سفارات في أبوظبي.

## السفارات في أبوظبي
1. الأردن
2. ألبانيا
3. الجزائر
4. أنغولا
5. الأرجنتين
6. أرمينيا
7. أستراليا
8. النمسا
9. أفغانستان
10. أذربيجان
11. البحرين
12. بنغلاديش
13. بيلاروسيا
14. بلجيكا
15. بليز
16. البوسنة والهرسك
17. البرازيل
18. بروناي
19. بلغاريا
20. كندا
21. الصين
22. تشيلي
23. كوستاريكا
24. كولومبيا
25. جزر القمر
26. كوبا
27. قبرص
28. تشاد
29. جمهورية التشيك
30. الدنمارك
31. جيبوتي
32. دومينيكا
33. جمهورية الدومينيكان
34. مصر
35. إريتريا
36. إستونيا
37. إثيوبيا
38. فيجي
39. فنلندا
40. فرنسا
41. غامبيا
42. ألمانيا
43. غانا
44. اليونان
45. غواتيمالا
46. غينيا
47. المجر
48. إندونيسيا
49. الهند
50. إيران
51. العراق
52. جمهورية أيرلندا
53. إسرائيل
54. إيطاليا
55. اليابان
56. كازاخستان
57. كينيا
58. كوسوفو
59. الكويت
60. قيرغيزستان
61. لاتفيا
62. لبنان
63. ليبيا
64. ليتوانيا
65. ليبيريا
66. لوكسمبورغ
67. ماليزيا
68. جزر المالديف
69. مالطا
70. موريتانيا
71. المكسيك
72. مولدوفا
73. الجبل الأسود
74. المغرب
75. موزمبيق
76. نيبال
77. هولندا
78. نيوزيلندا
79. نيجيريا
80. مقدونيا
81. النرويج
82. عُمان
83. البرتغال
84. باكستان
85. فلسطين
86. بنما
87. الفلبين
88. بولندا
89. رومانيا
90. روسيا
91. رواندا
92. جنوب إفريقيا
93. إسبانيا
94. المملكة العربية السعودية
95. السنغال
96. صربيا
97. سيشل
98. سيراليون
99. سنغافورة
100. سلوفاكيا
101. سلوفينيا
102. الصومال
103. جمهورية كوريا
104. سريلانكا
105. السودان
106. السويد
107. سويسرا
108. سوريا
109. إسواتيني
110. طاجيكستان
111. تنزانيا
112. تايلاند
113. تونغا
114. تونس
115. تركيا
116. تركمانستان
117. أوغندا
118. أوكرانيا
119. المملكة المتحدة
120. الولايات المتحدة
121. أوروجواي
122. أوزبكستان
123. فنزويلا
124. فيتنام
125. اليمن

## بعثات أخرى في أبوظبي
- أرض الصومال (مكتب تمثيلي)
- قبرص الشمالية (مكتب تمثيلي)[1]
- الاتحاد الأوروبي (وفد)

## قنصليات عامة فيدبي
| - أفغانستان - أستراليا - أذربيجان (قنصلية) - بنغلاديش - بلغاريا - بوروندي - كندا - تشاد - الصين - ساحل العاج - الدنمارك - مصر - إريتريا (قنصلية) - إثيوبيا - فرنسا - ألمانيا - غانا - الهند - إندونيسيا - إيران - العراق - إيطاليا وكالة (قنصلية) - اليابان - الأردن (قنصلية) - كازاخستان (قنصلية) - كوريا الجنوبية - الكويت (قنصلية) - قيرغيزستان - لبنان - الكاميرون (قنصلية) | - ماليزيا - مالطا - موزمبيق - هولندا - نيوزيلندا (مكتب تجارة) - باكستان - بنما - بيرو - الفلبين - قطر - رومانيا - روسيا - سانت كيتس ونيفيس - السعودية - سنغافورة - الصومال - إسبانيا مكتب تجاري - جنوب أفريقيا - سريلانكا - السودان - سويسرا - سوريا - تايوان (مكتب تجاري) - تنزانيا - تايلاند - تركيا - المملكة المتحدة - الولايات المتحدة - أوزبكستان |

## بعثات معتمدة
- بوتان (مدينة الكويت)
- بلغاريا (مدينة الكويت)
- بوركينا فاسو (الرياض)
- بوروندي (القاهرة)
- ساحل العاج (الرياض)
- الكاميرون (الرياض)
- جمهورية أفريقيا الوسطى (القاهرة)
- كرواتيا (القاهرة)[3]
- جمهورية الكونغو الديمقراطية (القاهرة)
- جمهورية الكونغو (القاهرة)
- كوبا (الرياض)
- جيبوتي (الرياض)
- السلفادور (الدوحة)
- إستونيا (جنيف)
- غينيا الاستوائية (الرباط)
- الغابون (الرياض)
- جورجيا (مدينة الكويت)
- غينيا بيساو (الجزائر)
- هايتي (الدوحة)
- هونغ كونغ (بكين)*
- الكرسي الرسولي (مدينة الكويت)
- هندوراس (مدينة الكويت)
- آيسلندا (لندن)
- جامايكا (مدينة الكويت)
- كوريا الشمالية (مدينة الكويت)
- كمبوديا (مدينة الكويت)[4]

- ليسوتو (القاهرة)
- ليتوانيا (القاهرة)
- ماكاو (بكين)*
- مالي (الرياض)
- مدغشقر (طرابلس)
- مالطا (الرياض)
- موريشيوس (القاهرة)
- النيجر (الرياض)
- مولدوفا (أنقرة)
- منغوليا (مدينة الكويت)
- موزمبيق (القاهرة)
- ميانمار (القاهرة)
- ناميبيا (القاهرة)
- نيكاراغوا (القاهرة)
- بنما (القاهرة)
- باراغواي (بيروت)
- بيرو (القاهرة)
- ساموا (طوكيو)
- سان مارينو (سان مارينو)
- سلوفينيا (القاهرة)
- توغو (مدينة الكويت)
- فانواتو (الرباط)
- زامبيا (القاهرة)
- زيمبابوي (مدينة الكويت)

ملحوظة : سفارة جمهورية الصين الشعبية في أبو ظبي يتحملون مسؤوليات الشؤون القنصلية لهونج كونج وماكاو بما في ذلك الأشياء المتعلقة بالتأشيرات.